# 忍者龙剑传III 黄泉的方船
《忍者龙剑传III 黄泉的方船》是特库摩开发并发行的横向卷轴平台游戏。游戏于1991年6月在日本红白机上发行，两个月后在北美发行。游戏后由雅达利移植到雅达利Lynx，并在美欧发行。游戏还在1995年超级任天堂合辑《忍者龍劍傳 巴》上发行。此后直到2008年，游戏才在北美Wii Virtual Console上再版；游戏于2013年和2014年分别在北美和欧洲的任天堂3DS Virtual Console 发行。加藤正人接替红白机前两作设计师吉泽秀雄，擔任本作的设计。
游戏是忍者龙剑传三部曲的第三作，情节设定于系列前两作《忍者龙剑传》和《忍者龙剑传II 暗黑的邪神剑》之间。玩家操控被陷害謀殺艾琳的隼龙，调查她背后的真相。他最终发现，CIA特工福斯特和另一人克兰西利用次元狭缝，创造并操控注入能量的人工生命體。游戏机制和前两部忍者龙剑传类似，但新增抓吊上方绳索與提升剑威力等操作。
如同前兩作，《忍者龙剑传III》也獲得评论的积极评价。早期评论称赞游戏的情节、玩法和难度；后来的评论则批评游戏过于古怪的剧情、不一致的关卡設計，以及美版游戏的高难度。雅达利Lynx移植版在图形和操作上获得普遍称赞，影響操控的過小屏幕和音效遭差评。

## 玩法

游戏新增了抓吊能力，此时主人公隼龙只能用風車輪等忍具攻击

《忍者龙剑传III 黄泉的方船》是横向卷轴平台游戏，玩家在遊戲中控制主人公隼龙。龙可以跳跃、抓吊、攀壁；同時按方向键和跳跃键可让龙跳离抓攀的墙壁。龙还可以在攀壁时按攻击键，使用忍具攻击敌人。本作新增龙抓吊上方绳索和藤蔓的功能，此時龙可以繼續上跳或是跳下，龙此时同样只能使用忍具攻击敌人。
如同之前的忍者龙剑传游戏，龙的体力由屏幕顶部的生命計表示；当龙被敌人或危险物碰到，生命計就会扣減。关卡分布有恢复部分体力的“回复劑”；和其它游戏道具一樣，它们都藏在水晶球内，需要玩家揮劍砍落。當龙的生命計耗尽、落入无底坑、或是时间耗尽，玩家都将失去一条“生命”。玩家损失全部生命時游戏就会结束。然而玩家可以在选择接关，恢复全部生命並繼續遊戲。然而美版《忍者龙剑传》只有五次接关，耗尽后只能重新开始。
龙可以使用龙剑击败敌人，也可以耗費“忍術點”用忍具攻击。忍具有風車輪，向前投射並飛回的手里劍，斜下投射的“流星落”，斜上投射的“龙炎升”，在龙身边迴旋阻挡敌人的“护身火，以及系列首次出现、同时向上下同飛出风刃的“三日月”。玩家可拾捡紅藍「忍」標識，恢复龙的忍术力量，或是寻找“龙魂卷轴”提升忍术點上限。本作新增的“龙魂剑”可以擴大龙剑的攻擊范围。主角生命計下方顯示著當章结尾的头目生命，攻擊頭目會令其生命計下降，降為0時即將其戰勝。

### Tiger掌机版
游戏還移植于Tiger电子的LCD掌上游戏机。该移植版有5个关卡，每关末尾都需击使用龙剑和“忍者武器球”击败不同机器人。前四关的头目和原版相同，第五关的最终敌人是“巨大头目”。游戏玩法和原版相同，包括龙和头目的血量计、以及相似的忍具。游戏內建静音功能、电池存檔的最高分、以及对应设备三分钟无活动关机的自动切断功能。

## 剧情
《忍者龙剑传III 黄泉的方船》的情节设定于《忍者龙剑传》和《忍者龙剑传II 暗黑的邪神剑》之间。游戏情节都集中于关卡见的过场动画。首先登场的是前两作的主角之一艾琳·露，她现在是执行“红衣主教”任务的中央情报局（CIA）调查员。艾琳被面似隼龙的男子追杀到悬崖边，此时悬崖边缘崩塌，艾琳落入水中疑似身亡。之后是被控谋杀艾琳的龙的内心独白，他坚信这并非他所谓，而是有人陷害与他。他首先调查了艾琳所调查的研究室。在仔细搜查实验室后，一神秘男人出现，让龙前往要塞岩石城堡，称他会在那里告诉龙艾琳的消息。
在前往岩石城堡外界的路上，龙通过视频图像，看到了曾在初代游戏登场的，CIA特别后备组的福斯特。福斯特称无人能活着通过要塞的防御；龙质问艾琳的情况，却获得一无所知的回答。龙决定继续前进，在岩石城堡下方，龙遇到了它的“克隆”人，并明白他即是杀害艾琳的凶手。在交战后，克隆龙称他获得了“原版”龙的全部力量。他称因受福斯特命令，现在还不能杀死龙，并言毕离开。
龙来到岩石城堡后，遇到了之前在实验室引导他的男人。此人自称叫克兰西，曾和福斯特合作，展开了名为“生化危机”的计划，并设计出称为“人工生命体”的物种。在《忍者龙剑传》的情节中，龙将邪神击败，那之后出现了次元狭缝。他们将次元狭缝流出的“生命能源”注入生物，制造了能力超常的“人工生命体”。他称该裂缝出现于岩石城堡遗迹，福斯特为操控力量已将其修复。克兰西称是人工生命体杀了艾琳，而人工生命体正由福斯特所控；他拜托龙阻止福斯特。龙在进入要塞后，遇到了福斯特和克隆龙。福斯特称他要消灭龙，并利用狭缝和他龙之一族的秘密，制造出无敌的人工生命体。就在他们准备消灭龙时，持有火器艾琳的出现让双方都吃了一惊；她表示自己正和军队调查福斯特的计划。接着龙将变身的克隆龙击败。
在击败克隆龙后，次元狭缝的入口充分打开。克兰西出现并对龙、艾琳和福斯特称他利用了三人，这一切都是他为占领遗迹、吸取全部力量所设的圈套。克兰西穿过入口消失，但企图追上克兰西的福斯特却被能量粉碎。龙让艾琳留在这里，自己进入亚空间，他这里遇到了复活并变成超级生物的克隆龙。在将之击败后，龙被瞬间传送到一间屋子，克兰西再度现身，称他已经获得生命能量，并揭露了岩石要塞背后的秘密——遗迹实际是名为“黄泉方舟”的次元战舰。克兰西说，这些超次元遗迹将是创造新世界的源头，会成为一切生命的起源。战舰再度出现于世界，克兰西开火测试了战舰的威力，这火力让艾琳十分震惊。接着克兰西将龙传送到战舰外部。
龙重新杀回黄泉方舟舰内，准备和变成超级人造生命体的克兰西展开最后决战。克兰西提出，让他和艾琳在他手下工作，消灭人类创造新时代，但龙回绝并开始了最终战。克兰西二次强化变身后仍未敌龙。之后龙被传送出战舰，回到了艾琳的身边，二人目睹了战舰坠落、爆炸，以及岩石城堡的崩塌。最后龙对艾琳说，克兰西和福克斯的计划已挫败，人类的生命不应被任何邪恶计划毁灭，而且人类也不会愚蠢到让自己为野心的牺牲品。游戏以二人眺望新一天的日出收尾。

## 开发
如同前两作《忍者龙剑传》和《忍者龙剑传II 暗黑的邪神剑》，《忍者龙剑传III 黄泉的方船》亦由特库摩开发并发行。游戏于1991年6月26日在日本红白机发行，同年8月在北美NES主机发行。雅达利在1993年将游戏移植到雅达利Lynx，特库摩又在1995年将游戏移植收录到超级任天堂合辑《忍者龙剑传 巴》。游戏于2008年2月18日在北美通过Wii Virtual Console再版，2013年和2014年分别在北美与欧洲的任天堂3DS Virtual Console再版。
《忍者龙剑传III》由加藤正人设计，接替了前前两作负责此职的吉泽秀雄。加藤在采访中表示《忍者龙剑传III》需要“进入一个新的方向”。相对于前两作的克蘇魯神話主题，本作更多使用科幻要素；敌人和前两作相比更多采用机器人风格。开发者最初计划本作难度低于前两作，“能让普通玩家享受乐趣”。但开发者意识到，在北美高难度游戏更为流行，因而特库摩制作美版时较原日版大幅提升难度。为维系故事连贯性，开发者决定将《忍者龙剑传III》设定于前两作间——他们称很难给《忍者龙剑传II》编写后续故事，因而将情节设定在《II》前的某日，并围绕游戏主要反派福斯特展开情节。

## 评价
《忍者龙剑传III 黄泉的方船》在1991年3月24日－25日东京消费者软件团体展会上展出时，游戏杂志《电子游戏月刊》对其进行了报道。杂志称《忍者龙剑传III》是迄今画面最佳的红白机游戏，“夺得系统之冠易如反掌”。《任天堂力量》1991年7月号也对游戏做了预告。杂志称游戏囊括了之前忍者龙剑传的旧有特色，包括忍术及让初代《忍者龙剑传》走红的类似动画过场。《任天堂力量》还特别称赞龙的新招式和杰出的剧情。《GamePro》杂志也在1991年8月报道了游戏，其中称游戏的视觉效果不错，可与前作比肩，同时卷轴也很出色。
游戏获得1991年7月《电子游戏月刊》的“EGM独家”介绍。杂志称赞“《忍者龙剑传》每次都更上一层楼”。1991年8月号的《任天堂力量》用11页篇幅介绍游戏，内容为前四关详细攻略和完整剧情简介。该期称《忍者龙剑传III》意味着特库摩忍者龙剑传的完结。和预告中的评论相似，杂志在此称赞了动作、游戏性、精致的剧情和难度。《GamePro》在1991年9月号中评测了游戏，为除音效外的各项都打出满星。它们称难度决定自各种环境下敌人的战略布置；此外除第一关外的每关都很困难。评论称赞了忍术的用法及价值、龙抓吊上方的新能力、以及新增类似《出击飞龙》的剑威力强化。杂志略微批评游戏除去了《忍者龙剑传II》的“分身”忍术，外加有限的接关数及不支持密码。游戏获得《任天堂力量》1991年度奖之NES部门的三项提名——分别是“最佳图形与音效”“最佳挑战”和“最佳总评”，并赢得“最佳挑战”奖。杂志评论称游戏是“公众一看游玩便知的挑战性游戏”。同时游戏仅次于《忍者蛙》，获得“最佳图形与音效”的亚军，并紧随《特库摩超级美式足球》，获得“最佳总评”NES作品之第三名。
雅达利Lynx版也在1994年获多家媒体的报道。《GamePro》批评Lynx的小屏幕让玩家难以看清各种物品和敌人、并影响玩家使用刃具。然而评论称赞游戏的良好手感，同时称音效精细却“奇异古怪”。《电子游戏与电脑娱乐》称游戏胜过之前街机版的Lynx移植版，但对特库摩未移植前两部红白机游戏标识失望。《电子游戏月刊》称赞了特库摩从NES到Lynx的过渡——使用了不错的图形、操控以及多样的玩法——并称这是“雅达利Lynx渴望的游戏”。不过评论称，玩家难以在Lynx的小屏幕上看清图形活动块，模糊的屏幕还让玩家难寻角色的动作轨迹。Allgame在回顾评论中给游戏整体打出差评，称背景干扰了前景元素显示，玩家无法看清自己所获的道具，而且音效极其糟糕，“十三个報喪女妖尽在不同哀号，走调的歌曲几近所能的最糟音乐”。
几个现代游戏网站在2008年Virtual Console《忍者龙剑传III》版发行后评测了游戏，任天堂生活的Damien McFerran给出一般的评分，称其“未入许多电子游戏迷之视线”。他称游戏虽然画面不错，但缺点有“无稽”的剧情、布局不一的关卡设定、令人沮丧的难度，外加五次接关的限制。他称较之于本作，许多玩家更愿意游玩前两部忍者龙剑传游戏。IGN的卢卡斯·托马斯称赞了龙新增的攀壁能力、抓吊功能、良好的情节、以及龙剑剑光，以及真空波的等新要素。卢卡斯主要批评了游戏的难度，称其并非“奖励式的困难”、而是“遍地、恼人的困难，想让你用手柄砸向电视屏幕，然后去读书”。托马斯和任天堂生活类似，都提到了设计不一的关卡，并称故事越发离奇，如“仿生和克隆的怪异科幻主题”。Eurogamer也在忍者龙剑传系列的回顾中提到难度和剧情。他们称美版限制了接关数、提升了怪物威力、除去了密码系统，让难度远超日版；并认为剧情非常“扯淡”。